# Discover My Soul
Discover My Soul è il secondo album della band tedesca H-Blockx, pubblicato nel 1996.

## Tracce
1. Try Me One More Time - 4:01
2. Gimme More - 4:52
3. Discover My Soul - 3:45
4. How Do You Feel? - 2:15
5. Heaven - 5:14
6. Step Back - 4:08
7. I Can't Rely On You - 3:33
8. I Heard Him Cry - 5:48
9. This Is Not America - 4:03
10. Rainman - 3:43
11. Duality Of Mind - 3:43
12. Gotta Find A Way - 3:14
13. Life Is Feeling Dizzy - 4:29
14. Hidden Track - 13:01

## Formazione
- Henning (Henning Wehland): voce
- Dave (Dave Gappa): voce
- Gudze (Stephan Hinz): basso
- Tim (Tim Tenambergen): chitarra
- Mason (Johann-Christop Maass): batteria

### Altri musicisti
- Wolfgang Proppe - organo nel brano Heaven
- Dee Bullit - parlato nel brano Step Back
- Christoph Littmann - arrangiamenti strumenti a corda nel brano I Heard Him Cry
- The Keytones (Jarrod Coombes, Jim Knowler, Shaun O'Keeffe) - cori nei brani Heaven, I Heard Him Cry e Rainman